# Robertson megye (Tennessee)
Robertson megye az Amerikai Egyesült Államokban, azon belül Tennessee államban található. Megyeszékhelye és legnagyobb városa Springfield. Lakosainak száma 72 803 fő (2020. április 1.). Robertson megye Logan, Cheatham, Todd, Montgomery, Simpson, Sumner és Davidson megyékkel határos.

## Népesség
A megye népességének változása:
| Lakosok száma | 66 435 | 66 726 | 66 778 | 67 383 | 68 570 | 72 803 |
|               | 2010   | 2011   | 2012   | 2013   | 2015   | 2020   |